# Pterois antennata

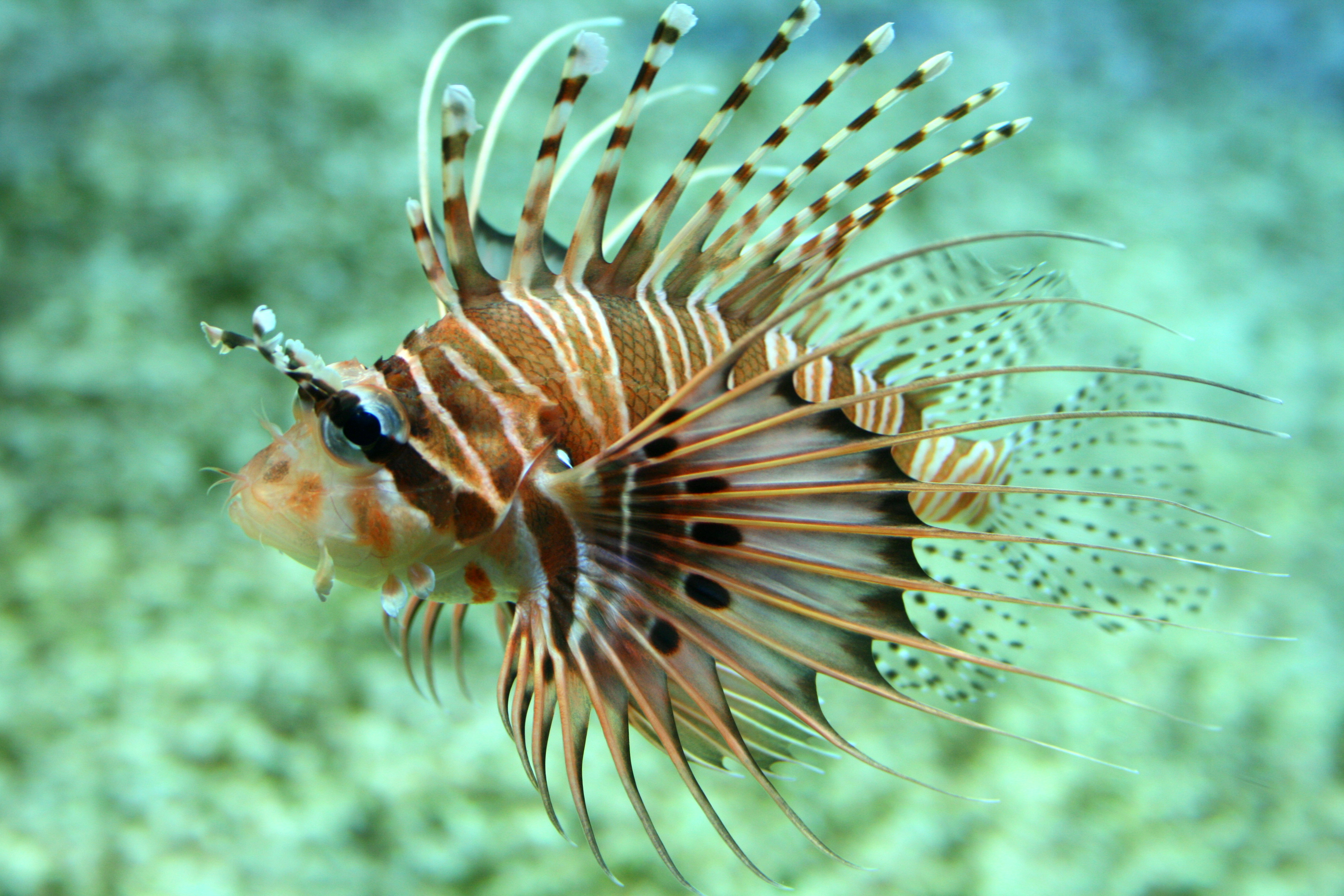
Pterois antennata a l'aquàrium d'Hamburg

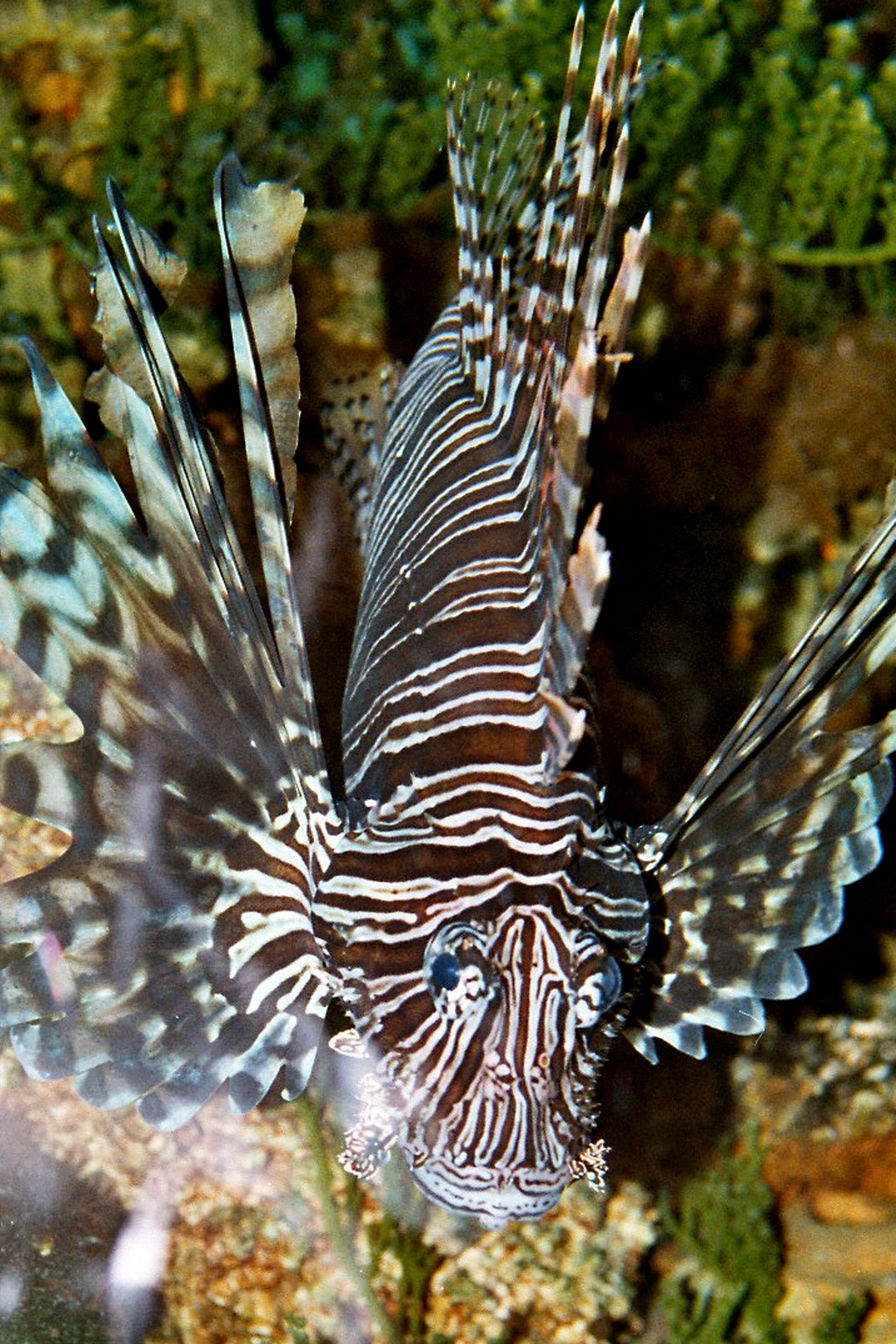
Vista superior

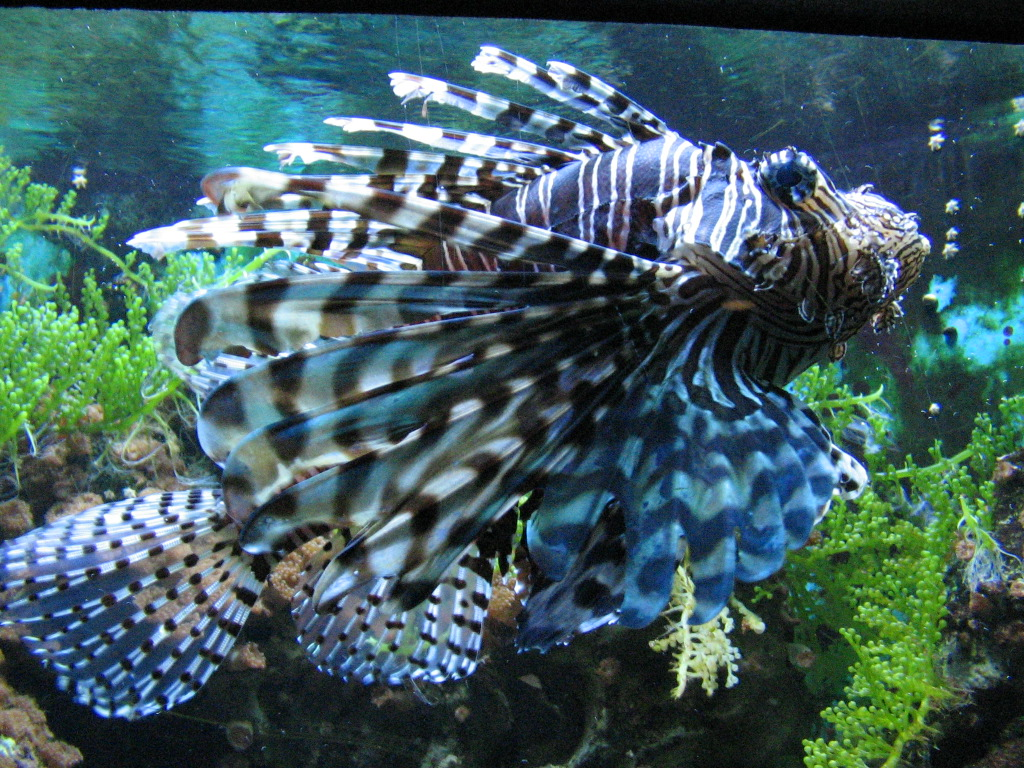
Pterois antennata

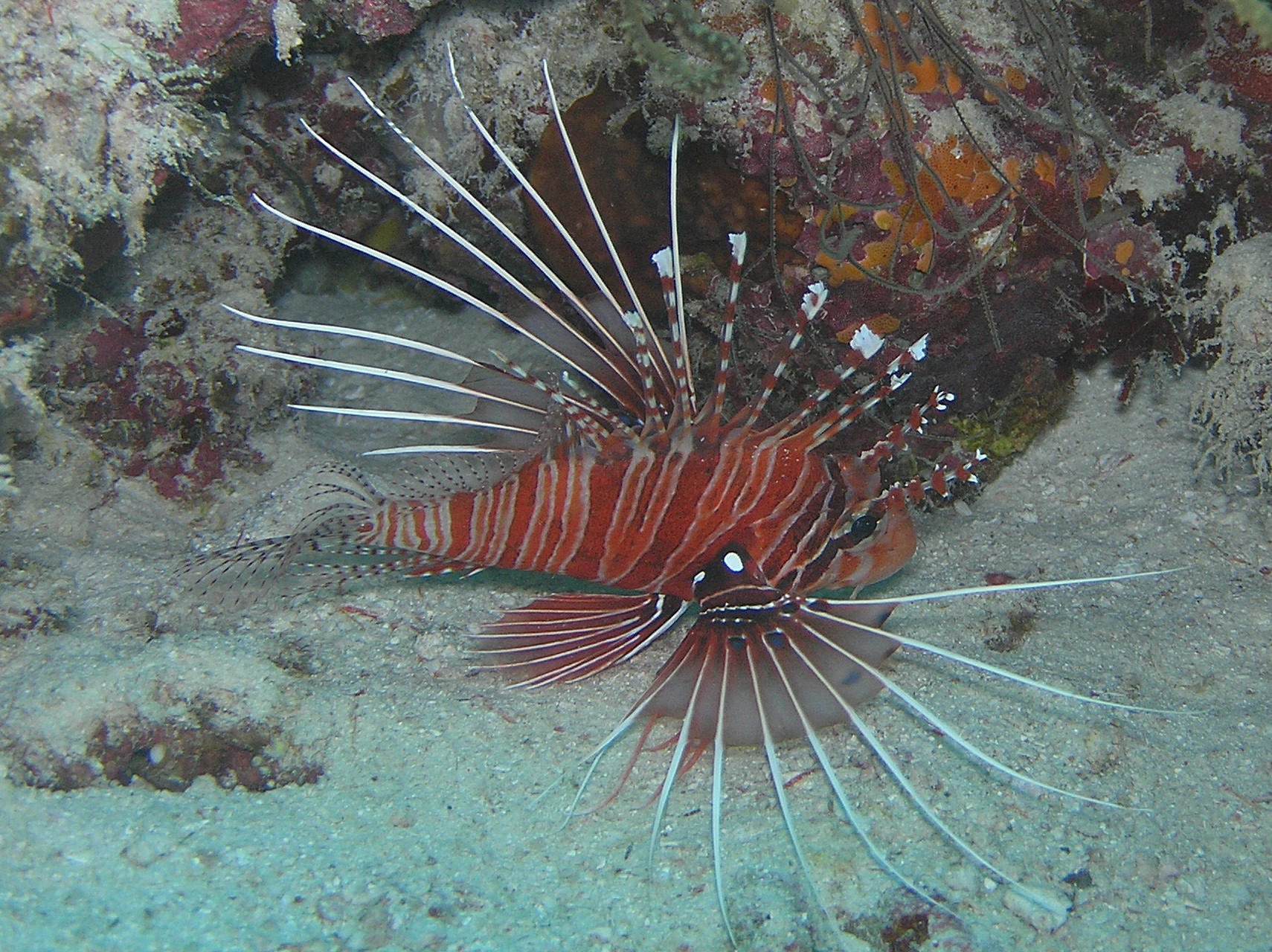
Vista superior i posterior

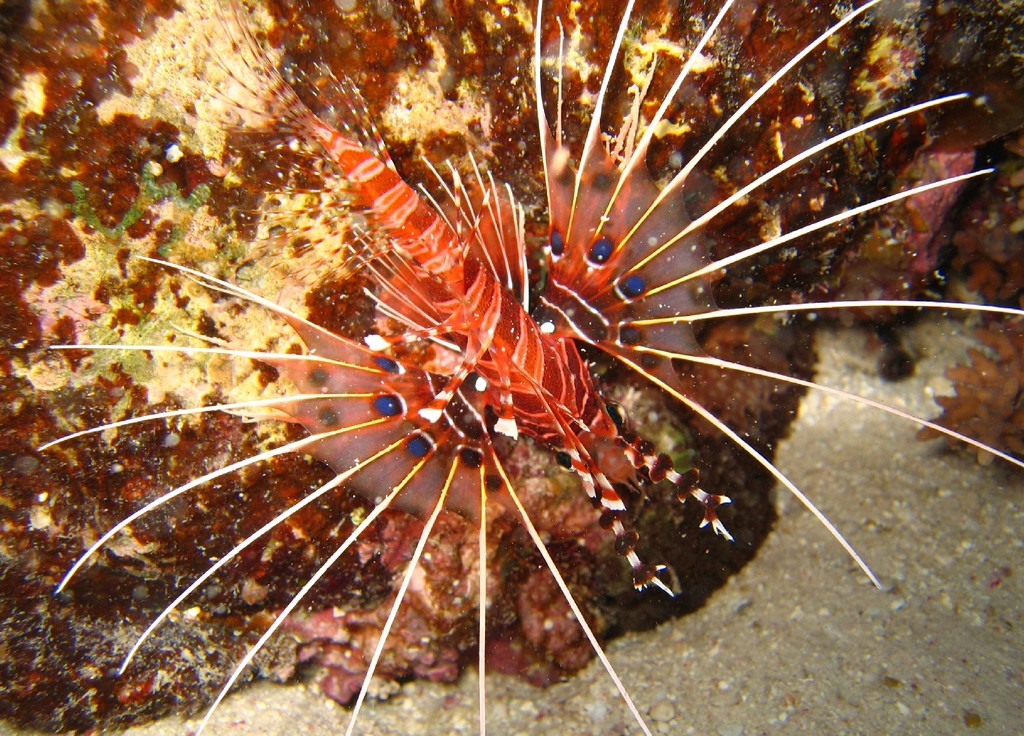
Exemplar de Pterois antennata a la Gran Barrera de Corall

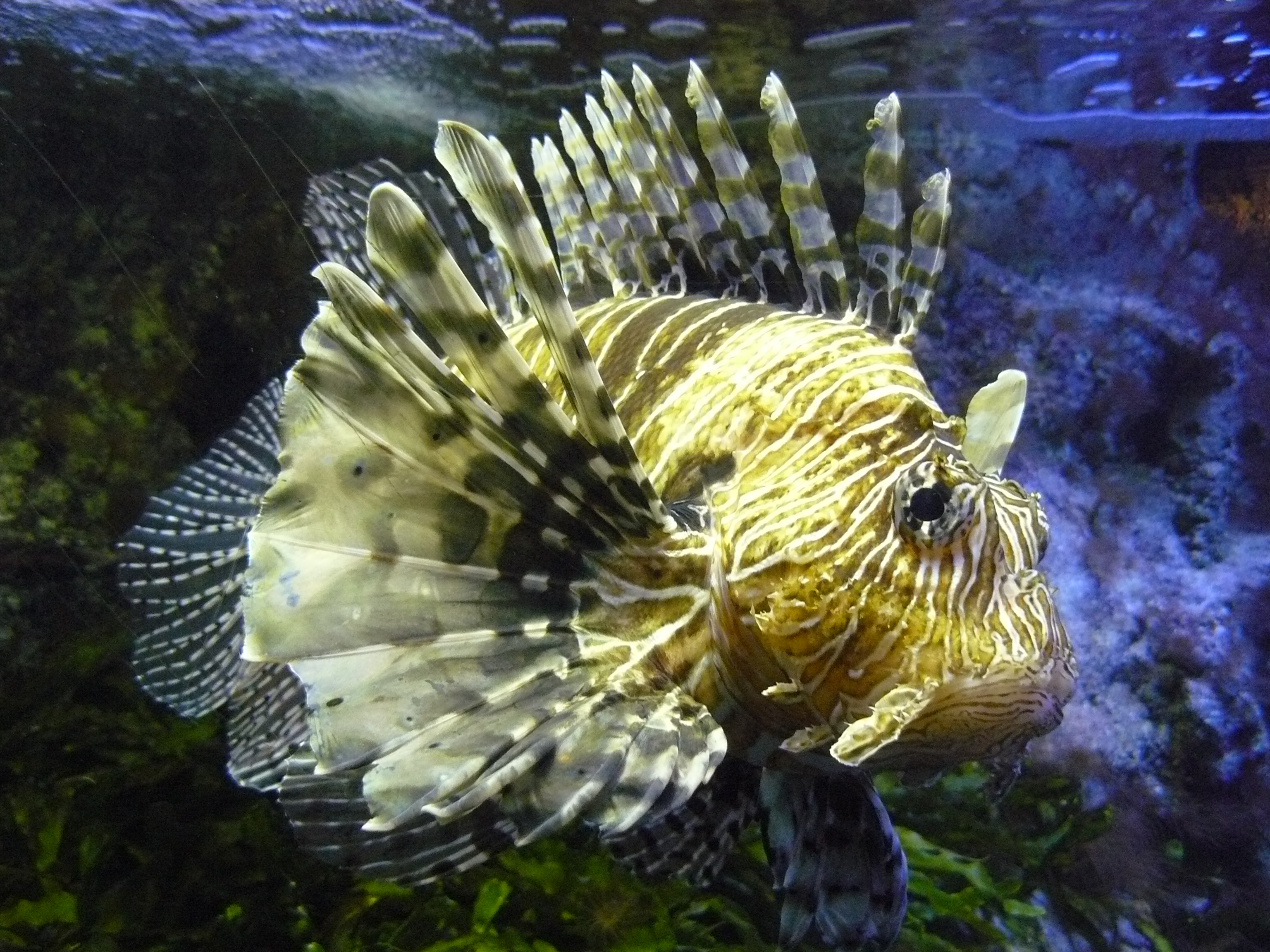
Pterois antennata a l'aquàrium de Donostia

Pterois antennata és una espècie de peix pertanyent a la família dels escorpènids.

## Descripció
- Fa 20 cm de llargària màxima.
- Té un tentacle llarg i amb bandes fosques a sobre dels ulls.
- Els adults tenen taques negres blavoses a prop de la base de les aletes pectorals.[3][4]

## Alimentació
Menja gambes i crancs.

## Hàbitat
És un peix marí, associat als esculls de corall i de clima tropical (42°N-40°S) que viu entre 2-50 m de fondària.

## Distribució geogràfica
Es troba des de l'Àfrica oriental fins a les illes Marqueses, Mangareva, el sud del Japó, Queensland (Austràlia), les illes Australs i les illes Kermadec.

## Costums
S'amaga a les esquerdes de les roques i dels esculls de coralls durant el dia i caça a la nit.

## Observacions
És verinós i capaç d'infligir una picada dolorosa.